# 塔伊茲省
塔伊茲省（阿拉伯语：محافظة تعز）是葉門西南部的一個省，該省西臨紅海；面積12,605平方公里，2011年時人口2,885,000人。首府塔伊茲。
塔伊茲省下分三十三區。內陸幾乎都是海拔3000公尺以上的山地，平地則為乾燥氣候。其首府塔伊茲在1948年至1962年間曾經是葉門王國的首都。摩卡位於紅海岸邊，是著名的咖啡貿易中心。
塔伊茲省山地的年平均降雨量超過了1000公厘，盛產棉花、高粱、芝麻、芒果以及咖啡等農產品。
1. ↑  . Central Statistical Organisation.   [24 February 2013]. （原始内容存档于2012-10-18）.